# Interceptor TIE

El interceptor TIE es un modelo de caza estelar del Imperio Galáctico en la saga de ficción de La Guerra de las Galaxias.
Los TIE Interceptor son versiones mejoradas de los cazas TIE. Efectuaron su primera aparición cinematográfica en la batalla de Endor. Las innovaciones con respecto a su predecesor son un sensible aumento del blindaje del casco, y la generación de escudos de bajo poder, el aumento de la velocidad y un espectacular incremento en la maniobrabilidad de la nave. Además se duplicó el armamento de la misma, incluyendo cuatro cañones láser SFS L-s9.3.
Aunque este modelo fue una gran mejora para el arsenal imperial, aún sigue manteniendo la principal carencia de sus predecesores caza TIE y bombardero TIE: un hiperimpulsor que permite alcanzar la velocidad luz.
En velocidad y maniobrabilidad se le puede comparar al Ala-A de la Rebelión, pero en poder de fuego se le puede comparar al Ala-X, nave estándar rebelde, lo que lo transforma en el caza más versátil y económico para el Imperio.